# Karl Eduard Aeschlimann

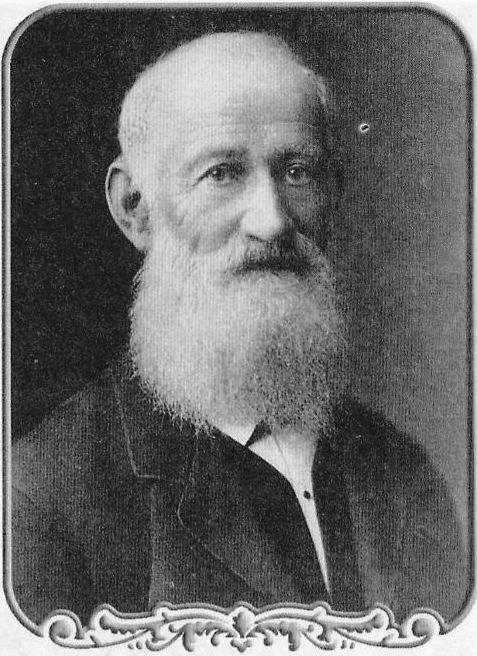
Karl Eduard Aeschlimann (1890)

Karl Eduard Aeschlimann (* möglicherweise am 17. Februar 1808, getauft am 7. August 1808 in Burgdorf; † 4. April 1893 in Jalta) war ein Hofarchitekt der russischen Zarenfamilie.

## Leben
Karl Eduard Aeschlimann war ein Sohn des Hafners Johann Heinrich Aeschlimann und dessen Gattin Marie. Er besuchte die Burgerschulen in Burgdorf und wurde dann an der Académie des Beaux-Arts in Paris ausgebildet und arbeitete als Gehilfe des Stadtbaumeisters von Bern. 1828 reiste er ans Schwarze Meer. Er war Reisebegleiter des spanischen Grafen Orlando de la Blanca. Etwa von 1830 bis 1860 arbeitete er als Hofarchitekt der russischen Zarenfamilie an der Südküste der Krim, insbesondere im Bezirk Groß-Jalta. Für diesen Bereich erstellte er einen Generalbauplan und entwarf zahlreiche private und öffentliche Gebäude, darunter das erste Hotel Jaltas. Auch am Bau des Schlosses in Alupka für die Familie Woronzow war er beteiligt.
Aeschlimann, der 1836 in Simferopol Elisa Maurer geheiratet hatte, eine Tochter des Johann Jakob Maurer-Fischer aus Schaffhausen, wurde um 1850 geadelt.